# ベントレー・4½リットル
ベントレー・4½リットルはベントレーが1927年から1931年に製造した乗用自動車である。
ベントレー史上最も有名なモデルの一つで、6½リットルと同一の内径φ100mm×行程140mm、圧縮比4.8の水冷直列4気筒で排気量は4,398cc。最高出力は110hp。
後期型は圧縮比が5.3に上げられたが最高出力表示の変更はなかった。
生産台数は665台。

## スーパースポーツ
4½リットルに用意されたスーパースポーツ仕様がスーパーチャージャーを装備したブロワーである。

## レース戦績
1928年のル・マン24時間レースに総合優勝、1929年のル・マン24時間レースに2、3、4位。